# Памятники истории и культуры местного значения Балхаша
Памятники истории и культуры местного значения города Балхаша — отдельные постройки, здания и сооружения, некрополи, произведения монументального искусства, памятники археологии, включённые в Государственный список памятников истории и культуры местного значения Карагандинской области. Списки памятников истории и культуры местного значения утверждаются исполнительным органом региона по представлению уполномоченного органа по охране и использованию историко-культурного наследия.
В Государственном списке памятников истории и культуры местного значения города в редакции постановления акимата Карагандинской области на 5 ноября 2015 года числились 12 наименований, из которых 11 — памятники градостроительства и архитектуры, 1 — памятник археологии.

## Список памятников

### Археологии
| Номер в списке | Название           | Изображение | Годы постройки, авторы | Местоположение                |
| -------------- | ------------------ | ----------- | ---------------------- | ----------------------------- |
| 236            | Наскальные рисунки |             |                        | посёлок Саяк, в 1 км от моста |

### Градостроительства и архитектуры
| Номер в списке | Название                                                                                         | Изображение | Годы постройки, авторы                                                | Местоположение                                                                    |
| -------------- | ------------------------------------------------------------------------------------------------ | ----------- | --------------------------------------------------------------------- | --------------------------------------------------------------------------------- |
| 237            | Монументальный самолёт                                                                           |             | 1980 год                                                              | при въезде в город Балхаш                                                         |
| 238            | Монумент «Здесь начинался г. Балхаш»                                                             |             | 1931 год, автор В. К. Кузьмин                                         | в 5 км от автотрассы Балхаш—Шашубай, на сопке у озера Балхаш                      |
| 239            | Памятник погибшим на фронтах Великой Отечественной войны 1941—1945 гг.                           |             | 1970 год, авторы Б. Мусат, А. Исмайлов                                | на сопке, пролегающей к озеру Балхаш по улице Желтоксан                           |
| 240            | Бюст Героя Советского Союза В. Хоружей                                                           |             | 1967 год, авторы Н. А. Селидиевская, А. И. Селидиевский, А. П. Ярохин | на территории Балхашского горно-металлургического комбината, медеплавильный завод |
| 241            | Локомотив N 48-80                                                                                |             | 1967 год                                                              | при въезде на территорию Балхашского горно-металлургического комбината            |
| 242            | Буровой станок, первый заставивший дрогнуть недра Коунрада                                       |             | 1967 год                                                              | перед Дворцом культуры центральная площадь посёлка Коунрад                        |
| 243            | Здание метцеха, где установлена мемориальная доска «Здесь работал Герой Советского Союза Миллер» |             | 1967 год                                                              | на территории Балхашского горно-металлургического комбината, медеплавильный завод |
| 244            | Танк Т-34                                                                                        |             | 1978 год                                                              | на берегу озера Балхаш по улице Желтоксан                                         |
| 245            | Памятник ансамбль первостроителям г. Балхаша                                                     |             | 1968 год, автор Б. Мусат, А. Исмайлов                                 | на территории центрального парка города Балхаша                                   |
| 246            | Монумент в честь 50-летия со дня организации треста «Прибалхашстрой»                             |             | 1981 год, автор А. Исмайлов                                           | на берегу озера Балхаш по улице Желтоксан                                         |
| 247            | Памятник Агыбай батыру                                                                           |             | 2007 год, скульптор Ж. Калиев                                         | город Балхаш, центральная площадь                                                 |